# یلوه نادیدنی
یلوه نادیدنی یا یلوه پنهان (نام علمی: Habroptila wallacii) نام یک گونه از تیره یلوگان است.